# Arrondissement Hinche

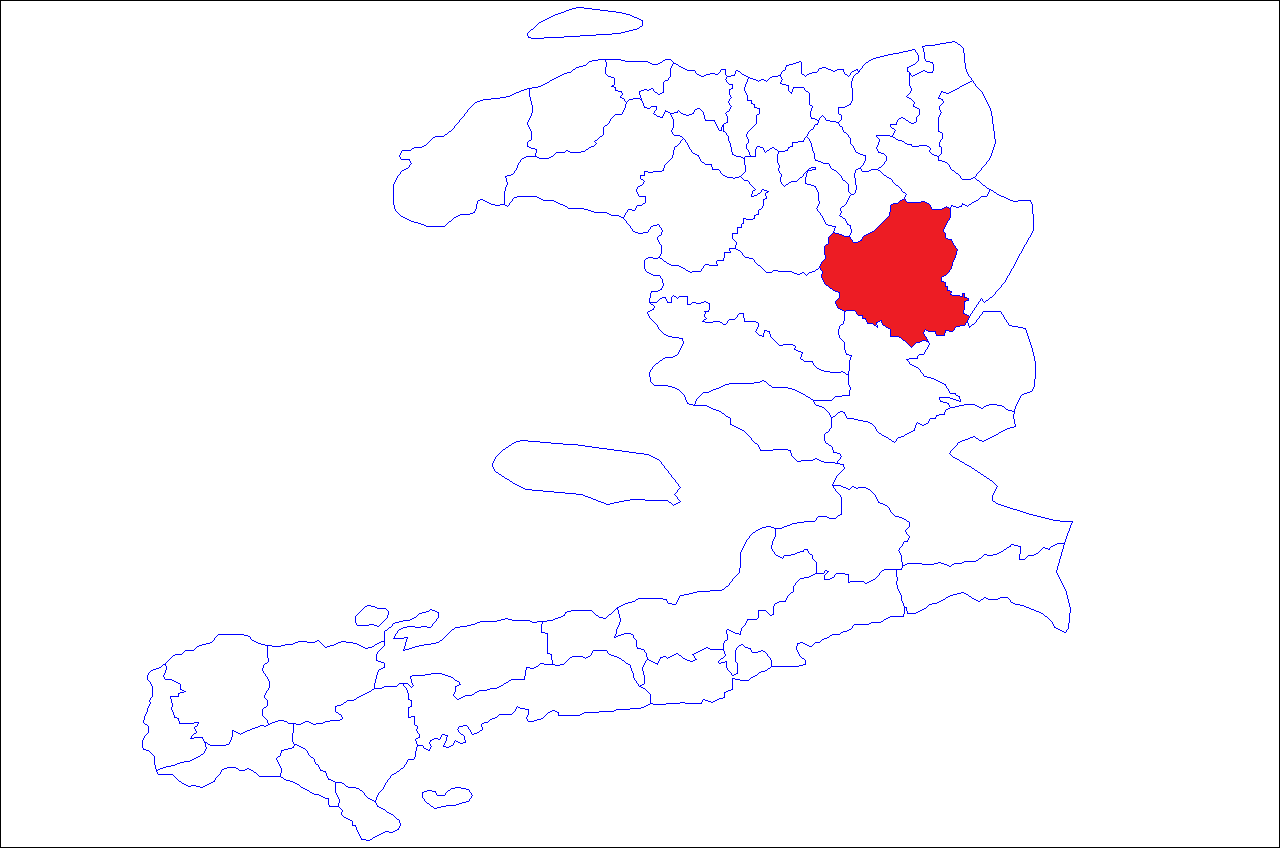
Lage des Arrondissement Hinche in Haiti und im Département Centre

Das Arrondissement Hinche (haitianisch-kreolisch: Ench) ist eine der vier Verwaltungseinheiten des Département Centre, Haiti. Hauptort ist die Stadt Hinche.

## Lage und Beschreibung
Das Arrondissement liegt zentral im Département Centre und grenzt an sieben andere Arrondissements: im Norden an Saint-Raphaël, Vallières und Marmelade, im Osten an Cerca-la-Source und Lascahobas, im Süden an Mirebalais sowie im Westen an Dessalines.
In dem Arrondissement gibt es vier Gemeinden
- Hinche (rund 120.000 Einwohner),
- Cerca-Carvajal (rund 23.000 Einwohner),
- Maïssade (rund 59.000 Einwohner) und
- Thomonde (rund 62.000 Einwohner).

Das Arrondissement hat rund 265.000 Einwohner (Stand: 2015).
Die Route Nationale 3 (RN-3) führt durch das Arrondissement.